# Henri Letocart
Victor Jean Félix Henri Letocart (Courbevoie, 6 februari 1866 - Parijs, 1945) was een Frans organist en componist.
Letocart studeerde van 1879 tot 1885 aan de École Niedermeyer bij Eugène Gigout en Clément Loret. In 1888 ging hij naar het Conservatoire de Paris, waar César Franck zijn orgelleraar en Ernest Guiraud zijn compositieleraar was. Hij volgde Léon Boëllmann op als organist van het koororgel van de Église Saint-Vincent-de-Paul.
Van 1900 tot 1933 was Letocart organist en kapelmeester van de Église Saint-Pierre de Neuilly in Neuilly-sur-Seine. Hij componeerde werken voor orgel en harmonium. Een verzameling van zijn stukken verscheen onder de titel La lyre catholique. Bekend gebleven is de Méditation uit 1910. Zijn belangrijkste leerling was André Fleury.
- Bibliothèque nationale de France: cb14843216k (data)
- Gemeinsame Normdatei: 116955945
- International Standard Name Identifier: 0000 0001 1945 9311
- Library of Congress Control Number: no2004079418
- Base Léonore: 19800035/734/83315
- MusicBrainz: 4256f81c-84c2-41df-bfe5-65ca10217e7b
- Nationale Bibliotheek van Israël: 987007408296605171
- Système universitaire de documentation: 148517226
- Virtual International Authority File: 777314
- WorldCat: E39PBJdx3XxDyFytb3qwjfJRrq